# МСС: Маси, стълби и столове (2013)
„TLC: Tables, Ladders & Chairs 2014“ е 5-ият турнир, под името TLC: Tables, Ladders & Chairs, който се провежда от Световната федерация по кеч
Турнирът е pay-per-view и се провежда на 15 декември 2013 г. на „Тойота Център“.

## Мачове
| #           | Мач | Правила | Време |
| ----------- | --- | --- | ----- |
| Преди шоуто | Фанданго победи Долф Зиглър                                                                                            | Сингъл мач | 04:21 |
| 1           | Си Ем Пънк победи Щитът                                                                                                | Мач хендикап 3 срещу 1 | 13:41 |
| 2           | Ей Джей Лий победи Наталия                                                                                             | Сингъл мач за титлата на дивите | 06:35 |
| 3           | Големият И Лангстън (c) победи Деймиън Сандау                                                                          | Сингъл мач за интерконтиненталната титла | 06:28 |
| 4           | Коуди Роудс и Златен прах (c) победиха Райбаксел, Грамадата и Рей Мистерио, и Джак Суагър и Антонио Сезаро             | Мач фатална четворка за отборните титли на федерацията | 21:07 |
| 5           | Ар Труф победи Бродъс Клей                                                                                             | Сингъл мач | 06:02 |
| 6           | Кофи Кингстън победи Миз                                                                                               | Мач без дискфалификации | 08:01 |
| 7           | Семейство Уаят (Брей Уаят, Люк Харпър, и Ерик Роуън) победиха Даниел Брайън                                            | Мач хендикап 3 срещу 1 | 12:25 |
| 8           | Ранди Ортън (cъс - шампион на световната федерация по кеч) победи Джон Сина (cъс – Световен шампион в тежка категория) | Мач с Маси, стълби и столове съответстват да обедини Титлата на федерацията и Световната титла в тежка категория в Световната титла в тежка категория на федерацията | 24:35 |

### Фатална четворка елиминационен отборен мач
| Елиминиран  | Участник                  | Отбор                        | Елиминиран от             | Елиминиран ход            | Време                     |
| 1           | Райбек                    | Райбек и Майкъл Макгиликъти  | Голдъст                   | Притискане                |                           |
| 2           | Антонио Сезаро            | Джак Суагър и Антонио Сезаро | Грамадата                 | Нокаутиращ удар           |                           |
| 3           | Рей Мистерио              | Рей Мистерио и Грамадата     | Коуди Роудс               | Кръстопътя                | 21:05                     |
| Победители: | Коуди Роудс и Голдъст (c) | Коуди Роудс и Голдъст (c)    | Коуди Роудс и Голдъст (c) | Коуди Роудс и Голдъст (c) | Коуди Роудс и Голдъст (c) |